# 고지은
고지은(1987년~)은 비영리법인 대한요가원협회 소속 대표이다. 논문으로 작성한 스트레스 완화에 좋은 디-스트레스 요가를 고안하였다.

## 학력
- 경희대학교 스포츠의학과 (졸업)
- 경희대학교 대학원 체육학과 석사 (졸업)

## 경력
- 대구한의대학교 한방스포츠의학과 MOU 체결 및 아로마와 함께하는 교정 요가 특강 (2017년)
- 서울기독대학교 외래교수 (2015년 2월 ~ 2016년 2월 19일 직위종료)
- 한국체육과학회지 학술지 게재 - 10주간의 하타 및 라자 복합요가 프로그램이 중년 여성의 스트레스 관련 변인에 미치는 영향(2014년)

## 출연
- 《바디리부팅》 (Youtube, 2019년) - 요가 강사[1]
- 《딩고라이프》 (네이버TV, 2019년) - 페이스 요가 강사[2]
- 《셀럽비법 진짜?》 (SBS 모닝와이드, 2025년) - 페이스요가 전문가